# Kastell Arzbach
Das Kastell Arzbach war ein römisches Kastell des Obergermanischen Limes, der im Jahre 2005 den Status des UNESCO-Weltkulturerbes erlangte. Das heute nicht mehr sichtbare Bodendenkmal liegt am südlichen Rande der Ortsgemeinde Arzbach, die zum rheinland-pfälzischen Rhein-Lahn-Kreis gehört.

## Lage

Lageplan zur Zeit der Ausgrabungen durch die Reichs-Limeskommission (1894)

Das Kastell Arzbach befindet sich auf einem Hügel, zwischen Wetzel-, Ems- und Wiesenbach, etwa 40 m oberhalb eines südlich anschließenden Wiesengrunds. In antiker Zeit lag es ungefähr 42 m südwestlich vom Palisadengraben des Limes entfernt. Nach drei Seiten, ungefähr 150 m vor der Prätorialfront (Vorderfront), rund 100 m hinter der Rückseite und unmittelbar vor der linken Principalseite fällt das Gelände relativ steil ab. Zur rechten Principalseite hin steigt das Terrain aber weiter an, so dass die rechte Flanke durch die Geländeüberhöhung die schwächste und somit verletzlichste Seite des Lagers darstellte.
Im heutigen Ortsbild liegt das Kastell im südlichen Randbereich der Gemeinde, nördlich der „St. Peter-und-Paul-Kirche“ und des Friedhofs, zwischen der „Kirchstraße“ und der „Kemmenauer Straße“. Der Vicus und die Gräberfelder werden im Bereich des Friedhofes selbst sowie unter den angrenzenden Wiesenflächen vermutet.

## Forschungsgeschichte

Rechter Turm der Porta praetoria während der Ausgrabungen 1894

Das Kastell Arzbach wurde erst relativ spät, 1860 bei Bauarbeiten an der „St. Peter-und-Paul-Kirche“ entdeckt. Noch für den Herbst desselben Jahres wurden archäologische Ausgrabungen geplant, die jedoch nicht zur Ausführung gelangten. Erst im September 1894 kam es durch die Reichs-Limeskommission zu systematischen Untersuchungen, die unter der örtlichen Leitung des Streckenkommissars Otto Dahm standen. Durch diese Forschungen konnte aber nur ein Teil der tatsächlich vorhandenen Befunde – insbesondere der Bereich der Principia (Kommandantur) und drei weiterer Gebäude – erforscht und dokumentiert werden. Weite Bereiche der Anlage fielen durch unbeobachtete Baumaßnahmen der Zerstörung zum Opfer.
In den 1960er und 1990er Jahren wurden durch den Bau eines Altenheimes und eines Kindergartens neuerliche archäologische Rettungsgrabungen erforderlich, bei denen die zu Tage getretenen Befunde von Herdstellen, Kellern und Gruben ebenfalls nur unzureichend untersucht und dokumentiert werden konnten.
Insgesamt gut ein Drittel der Kastellfläche gilt heute als zerstört, der Rest befindet sich als Bodendenkmal unter den nicht überbauten Flächen dieses Bereichs.

## Befunde und Interpretation

Kastellgrundriss und Geländeprofile nach den Befunden von 1894

Bei der Fortifikation von Arzbach handelt es sich um ein Steinkastell mit den Seitenlängen von 79,20 mal 93,30 Meter, was einer Fläche von gut 0,7 Hektar und damit der Größe eines typischen Numeruskastells entspricht. Die 1,40 Meter mächtige Wehrmauer besaß die üblichen vier Tore, die von jeweils zwei Türmen flankiert waren. Sie war hauptsächlich aus Trachyt, zum Teil auch aus Schiefer als Trockenmauer ganz ohne Mörtel ausgeführt. Die abgerundeten Ecken waren ebenfalls mit Wachtürmen versehen. Alle Türme sprangen etwa 0,50 Meter aus der Mauerflucht vor. Zwischentürme gab es keine.
Vor der Wehrmauer lag – nach einer schmalen Berme – auf drei Seiten des Lagers ein Doppelgrabensystem. Auf der nordwestlichen Seite, an der sich die Porta principalis sinistra (linkes Seitentor) befand, waren die Gräben aufgrund des auf dieser Seite unmittelbar schroff abfallenden Geländes unterbrochen. Hier war die Berme durch eine 2,30 Meter hohe Stützmauer befestigt.
Mit seiner Prätorialfront war das Lager nach Nordosten, zum 42 Meter entfernt verlaufenden Limes hin ausgerichtet.
Im Inneren des Lagers konnten im Wesentlichen nur Teile der zentral gelegenen Principia sowie drei weitere Steingebäude unbekannter Bestimmung untersucht werden. Der rückwärtige Gebäudetrakt der Principia bestand aus fünf Räumen, von denen der mittlere – das Aedes oder Sacellum (Fahnenheiligtum) – über eine große Apsis verfügte. Er war jedoch nicht unterkellert. Von den sonst üblichen Bestandteilen der Principia konnte nur ein Raum des linken Gebäudeflügels mit Sicherheit festgestellt werden. Die übrigen Gebäude des Kastellinneren ließen sich keiner bestimmten Funktion zuordnen, befestigte Lagerstraßen wurden nicht entdeckt.

Legions- und Kohortenstempel aus dem Fundmaterial der Grabungen von 1894

Das Balineum (Kastellbad), die Thermen, die bei jedem größeren römischen Auxiliarlager anzutreffen ist, befindet sich höchstwahrscheinlich unterhalb der „St. Peter-und-Paul-Kirche“. Unter den Funden, die 1860 beim Umbau des Chores gemacht wurden, befanden sich Stücke, die auf ein Hypokaustum hinwiesen. Der Vicus, die Zivilsiedlung für Händler, Handwerker, Militärs nach dem Ende ihrer Dienstzeit und Angehörige von Soldaten, befand sich ausweislich der Streu- und Lesefunde östlich davon. Die Gräberfelder sind im südlichen Bereich des heutigen Friedhofs anzunehmen.
Das Kastell wurde vermutlich im frühen zweiten nachchristlichen Jahrhundert errichtet. Es diente einem unbekannten Numerus der Grenztruppen, einer etwa zwei Zenturien, also 140 bis 160 Mann umfassenden Einheit als Standort. Diese Funktion erfüllte das Lager bis zur Mitte des dritten Jahrhunderts. Da ausweislich der Befunde alle Baulichkeiten des Kastells – einschließlich der Türme – durch Feuer vernichtet worden waren, kann angenommen werden, dass die Fortifikation ihr Ende im Zusammenhang mit den schweren Angriffen der Franken fand, in deren Verlauf den Römern um 259/260 das gesamte rechtsrheinische Gebiet verloren ging.

## Limesverlauf zwischen dem Kastell Arzbach und dem Kleinkastell „Auf der Schanz“
Auf seinem Weg nach Bad Ems befindet sich der Limes heute in unterschiedlichen, nicht immer allzu guten Erhaltungszuständen. Hinter Arzbach ist er fast völlig verschwunden und erst in den bewaldeten Gebieten knapp einen Kilometer östlich des Wachturms Wp 1/84 und dann in seinem nach Süden gerichteten Verlauf bei Kemmenau, westlich der Landstraße 327, ist er deutlich im Gelände zu sehen. Kurz bevor er Bad Ems erreicht, verschwindet er wieder gänzlich.
Spuren der Limesbauwerke zwischen dem Kastell Arzbach und dem Kleinkastell Auf der Schanz:
| ORL              | Name/Ort              | Beschreibung/Zustand |
| ORL 3            | Kastell Arzbach       | siehe oben |
| Wp 1/83          |                       | Durch die RLK nachgewiesener, heute nicht mehr vorhandener Hügel eines rechteckigen Steinturms mit dem ungewöhnlichen Seitenverhältnis von 6,50 m mal 4,50 m bei einer Mauerstärke von 100 cm. 17 m hinter dem Wall des Limes und 280 m südöstlich des Kastells Arzbach. Der Verlauf des Limes selbst in diesem Bereich ist – je nach Saison – anhand der Bewuchsmerkmale noch auszumachen. |
| Wp 1/84          | „Auf dem Großen Kopf“ | Auf dem mit 423 m ü NN höchsten Punkt der Umgebung, ungewöhnliche 180 m hinter dem Limes befindlicher, außergewöhnlich großer Steinturm mit den Abmessungen von 8,00 m mal 6,50 m. Die Stärke der Fundamentmauern betrug 1,30 m. Unter dem Steinturm wurden Spuren eines älteren Holzturms festgestellt. Auf seinen Fundamenten wurde 1954 der heute noch an dieser Stelle stehende Stefansturm als Rekonstruktion des Wp 1/84 errichtet. Der mittlere Teil der Rekonstruktion ist insofern fehlerhaft, als von den Römern keine Blockbauweise verwendet wurde. |
| Wp 1/85 bis 1/87 |                       | Aufgrund der durchschnittlichen Entfernung zwischen den Türmen und der topographischen Gegebenheiten vermutete, aber nicht nachgewiesene Wachtürme. |
| Wp 1/88          | „Am Einsiedlerkopf“   | Sichtbarer Schutthügel eines Steinturms westlich der Landstraße 327 von Welschneudorf nach Kemmenau. Der Turm hatte einen quadratischen Grundriss von 5,60 m Seitenlänge, die Mauerstärke betrug 1,20 m. Der Turm lag 18 m von der Mitte des Wallgrabens bzw. 13 m vom Scheitelpunkt des Walls entfernt. |
| Wp 1/89          | „Am First“            | Von Dahm noch festgestellte und von der RLK (nur vage) dokumentierte, heute aber im Gelände nicht mehr auszumachende Turmstelle. |
| Wp 1/90          | „Am Häuschen“         | Von der RLK im ORL (nur vage) dokumentierte, heute aber im Gelände nicht mehr wahrnehmbare Turmstelle. |
| Wp 1/91          | „An der Hohen Bahn“   | Nur vermutete, nicht nachgewiesene Turmstelle. |
| Wp 1/92          |                       | Im Gelände wahrnehmbarer Schutthügel eines quadratischen Steinturms mit einer Seitenlänge von 4,50 m und 100 cm mächtigen Mauern. Die Stelle befindet sich 14 m hinter dem Limeswall und noch über einen Kilometer vor der Lahn entfernt. |
| Wp 1/93          |                       | Vermutete, aber nicht nachgewiesene Turmstelle. In diesem Bereich ist auch vom Limes selbst nicht mehr viel zu sehen. In der Hanglage wohl durch Auswaschung weitestgehend erodiert, geht er schließlich in den Verlauf der heutigen „Pfahlgrabenstraße“ von Bad Ems über. |
| KK               | Auf der Schanz        | siehe Hauptartikel Kleinkastell Auf der Schanz |

## Denkmalschutz
Das Kastell Arzbach und die erwähnten Bodendenkmale sind als Abschnitt des Obergermanisch-Rätischen Limes seit 2005 Teil des UNESCO-Welterbes. Außerdem sind die Anlagen Kulturdenkmale nach dem Denkmalschutz- und -pflegegesetz (DSchG) des Landes Rheinland-Pfalz. Nachforschungen und gezieltes Sammeln von Funden sind genehmigungspflichtig, Zufallsfunde an die Denkmalbehörden zu melden.